# Karl von Bülow

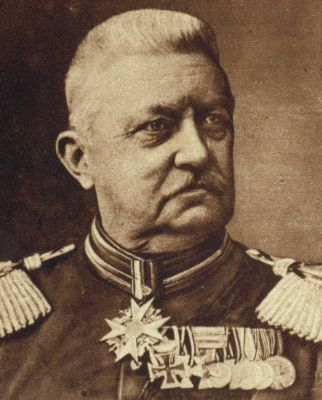
Karl von Bülow in 1918 met om de hals het Grootkruis van de Orde van de Rode Adelaar

Karl Wilhelm Paul von Bülow (Berlijn, 24 maart 1846 - Berlijn, 31 augustus 1921) was een Pruisisch officier die in de Eerste Wereldoorlog als veldmaarschalk leiding gaf aan het Westfront. Het falen van de aanval op Parijs in de herfst van 1914 en het verlies van de daaropvolgende Slag aan de Marne worden door sommige historici op zijn conto geschreven.

## Biografie
Karl von Bülow was een zoon uit het grote Noord-Europese adellijke geslacht van die naam. Hij trad in Pruisische dienst en werd gardist. Hij vocht in de Brüderkrieg en in de Frans-Duitse Oorlog van 1870.
Op 15 september 1904 werd Karl von Bülow generaal der Infanterie. In 1912 werd hij inspecteur-generaal van het IIIe Leger en bevorderd tot kolonel-generaal, een rang tussen generaal en veldmaarschalk.
Bij het uitbreken van de Eerste Wereldoorlog kreeg v. Bülow het commando over het IIe Leger. Hij trok volgens het schema van het Schlieffenplan door België. Hij veroverde Namen en wist bij Charleroi en Saint-Quentin tegenaanvallen van het Franse Ve Leger onder Charles Lanrezac af te slaan. Begin september 1914 naderden twee Duitse legers Parijs. Op dat moment maakte v. Bülow een tactische fout waardoor Duitsland uiteindelijk de oorlog verloor. Tussen het IIe en Ie leger onder Alexander von Kluck gaapte een gat van veertig kilometer. De generaals vergaten de opdracht van v. Schlieffen om "de rechterflank beslist niet te vezwakken" en stuurden troepen van het Ie Leger naar het gat aan de linkerzijde. Het bevel werd door Karl von Bülow gegeven. Nu waren er opeens niet langer genoeg troepen en materiaal om Parijs vanuit het westen met een tangbeweging in te sluiten. Bülow moest uit het noordoosten aanvallen. Het Franse VIe leger viel op zijn beurt aan bij de Marne en het front kwam na de Slag aan de Marne tot stilstand. Het IIe Leger trok troepen terug uit de rechterflank waardoor de Britse troepen van het expeditieleger samen met het Franse 5e leger een wig konden drijven tussen de Duitse legers. Bülow moest zich achter de rivier Aisne terugtrekken. Daar groeven de soldaten zich in om bescherming te vinden tegen artillerie en machinegeweervuur. Wat voor het Duitse commando een bewegelijke oorlog had moeten zijn veranderde in een statische loopgravenoorlog en een uitputtingsslag die Duitsland niet kon winnen.
Op 27 januari 1915 werd Karl von Bülow tot Generaal-veldmaarschalk bevorderd. Een hartaanval op 4 april 1915 maakte een einde aan zijn actieve dienst. Na een korte periode in de staf werd Karl von Bülow op 22 juni 1916 op non-actief gesteld. Veldmaarschalken gaan niet met pensioen.
Karl en  zijn echtgenote Molly von Bülow liggen begraven op het beroemde Invalidenfriedhof in Berlijn.

## Militaire loopbaan
- Fahnenjunker: 21 december 1864
- Leutnant: 12 juli 1866[2]
- Oberleutnant: 14 december 1871[2]
- Hauptmann: 19 april 1877[2]
- Major: 14 april 1885[2]
- Oberstleutnant: 18 november 1890[2]
- Oberst: 17 juni 1893[2]
- Generalmajor: 22 maart 1897[2]
- Generalleutnant: 22 mei 1900[2]
- General der Infanterie: 15 september 1904[2]
- Generaloberst: 1 oktober 1912-13 september 1912[2]
- Generalfeldmarschall: 27 januari 1915[2][3]

## Eerbewijzen
Karl von Bülow werd à la suite benoemd in de staf van het prestigieuze "4. Garde-Regiment zu Fuß" en was sinds 16 juni 1913 chef van het Tweede Brandenburgse Grenadier-Regiment No. 12 „Prinz Carl von Preußen“. Hij was ook (protestants) domheer of ere-kanunnik in Brandenburg an der Havel. In de jaren voor de Eerste Wereldoorlog beleefden de ridderorden in Europa hun bloeiperiode. Een man als Von Bülow werd geregeld onderscheiden, ook door bevriende staatshoofden.
- De Hoge Orde van de Zwarte Adelaar Schwarzer Adlerorden[4]
- Ie Klasse of Grootkruis in de Kroonorde[4]
- Het IJzeren Kruis (1870) IIe Klasse[2][4]
- Het Onderscheiding voor Trouwe Dienst[4]
- Het Militair Ereteken I. Klasse[4]
- De Medaille voor de oorlog van 1870 met drie gespen
- Erekruis der Ie Klasse in de Vorstelijke Huisorde van Hohenzollern[4] van Hohenzollern
- Commandeur IIe Klasse in de Orde van Berthold de Eerste[4]

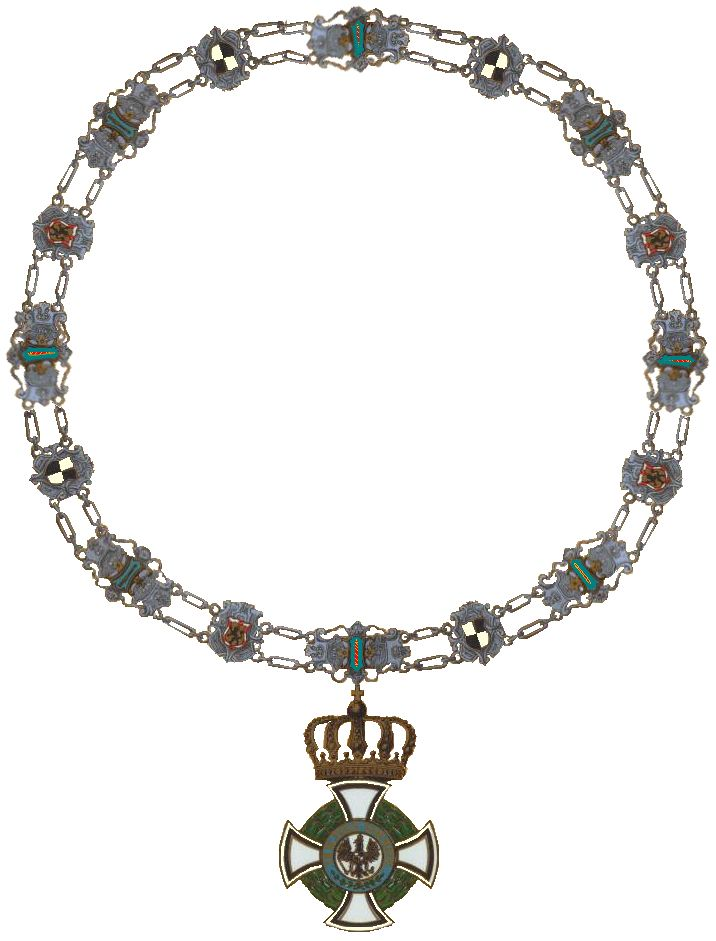
Hohenzollernkette

- Grootkruis in de Orde van Militaire Verdienste van Beieren.
- Grootkruis met Gouden Kroon in de Huisorde van de Wendische Kroon
- Ere-Grootkruis in de Huisorde en Orde van Verdienste van Hertog Peter Friedrich Ludwig van Oldenburg[4]
- Ridder in de Orde van de Kroon van Wijnruit van het Koninkrijk Saksen[4]
- Commandeur IIe Klasse in de Albrechtsorde van Saksen[4]
- Commandeur IIe Klasse in de Frederiksorde van Württemberg[4]
- Commandeur in de Leopoldsorden van België)[4]
- Grootkruis in de Orde van Militaire Verdienste met Briljanten van Bulgarije[4]
- Honorair Ridder Grootkruis in de Koninklijke Orde van Victoria van het Verenigd Koninkrijk[4]
- Grootkruis in de Orde van de Heilige Schatten van Japan[4]
- Grootofficier in de Orde van Sint-Mauritius en Sint-Lazarus van Italië[4]

- Grootkruis in de Orde van de Kroon van Italië[4]
- IIe Klasse in de Orde van de IJzeren Kroon van Oostenrijk[4]
- Grootkruis in de Frans Jozef-Orde van Oostenrijk[4]
- Commandeur in de Orde van de Ster van Roemenië[4]
- Grootkruis in de Orde van de Kroon van Roemenië[4]
- Ie Klasse van de Orde van Sint-Stanislaus van Rusland[4]
- Grootkruis in de Orde van het Zwaard van Zweden[4]
- IIe Klasse in de Orde van Mejidie van Turkije[4]
- Het IJzeren Kruis der Ie Klasse (1914) I. Klasse
- De Orde Pour le Mérite op 4 april 1915[2][5] en Eikenloof op 11 augustus 1916[2]
- Grootcommandeur in de Koninklijke Huisorde van Hohenzollern van Pruisen, "Großkomtur des Königlichen Hausordens von Hohenzollern" met de zwaarden op 22 juni 1916. Dat hield in dat Veldmaarschalk Karl von Bülow de beroemde "Hohenzollerkette" mocht dragen.